# Бојовића магацин
Бојовића магацин је привредни објекат зидан око 1900. године, а изградио га је Васа Гавровић.

## Архитектура
Објекат има два улаза. Фугована опека и мали лучни прозори уоквирени су профилацијом. Венци деле приземље од спрата као и остале етаже.